# Apomecyna triseriata
Apomecyna triseriata là một loài bọ cánh cứng trong họ Cerambycidae.